# Antoon van Dyck
Antoon van Dyck (n. 22 martie 1599, Antwerpen – d. 9 decembrie 1641, Londra) a fost unul dintre cei mai mari pictori și creatori de gravuri flamanzi, reprezentant al stilului baroc, discipol al lui Rubens, inovator în folosirea gravurii cu „acquaforte”. Devine celebru în calitate de pictor al curții regelui Carol I Stuart al Angliei.

## Viața și Opera

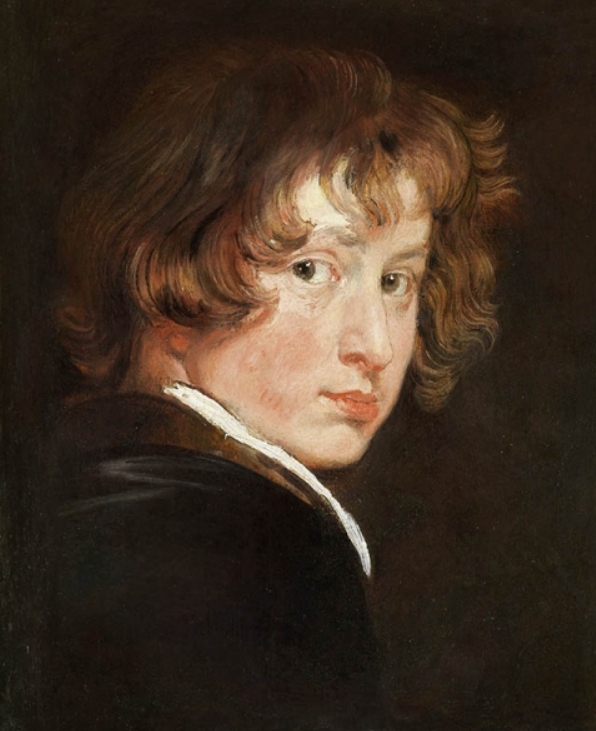
Antoon van Dyck: „Autoportret”, 1613. Van Dyck nu are încă paisprezece ani când pictează acest autoportret și este deja un pictor complet

Antoon van Dyck s-a născut pe 22 martie 1599 în Antwerpen, fiu al negustorului de țesături Frans van Dyck. Vocația lui pentru desen îl determină pe tatăl său în 1609 să-l dea ucenic în atelierul lui Hendrik van Balen, una dintre personalitățile remarcabile ale orașului Antwerpen. Deja de la vârsta de paisprezece ani, van Dyck pictează portrete și autoportrete valoroase. În anul 1613 devine asistentul lui Rubens, cunoscut în întreaga Europă. Măiestria tehnicii tânărului artist este atât de mare, încât Rubens, vorbind despre compozițiile proiectate de el însuși, dar executate de asistenții săi, nu ezită să prezinte lucrările tânărului van Dyck ca fiind ale sale.
În anul 1618, numele „Antoon van Dyck” figurează în registrele „Ghildei” (breslei) pictorilor orașului Antwerpen, cu mențiunea „maestru”.
În anul 1620, pictorul acceptă invitația de a veni la Londra, formulată de două personalități ale curții regale engleze, contele Arundel și vicontele Purbeck, fiul lordului Buckingham.

### Portretist în Anglia și Italia
La Londra, începe să execute portrete și are ocazia să admire tablourile lui Tiziano, care se găseau în colecțiile englezești. Începând cu anul 1620, regele Iacob I îi acordă o rentă anuală în valoare de 100 funzi.
În toamna anului 1621 pleacă în Italia, în octombrie ajunge la Genova, unde va locui la pictorul flamand Cornelius van Wael și va picta numeroase portrete ale patricienilor genovezi. În februarie 1622, van Dyck sosește la Roma, unde va rămâne vreme de doi ani, studiind operele maeștrilor italieni și umplându-și caietul de desen cu schițe, care îi vor servi mai târziu pentru compozițiile unora dintre pânzele sale. Semeț din fire, artistului îi plac veșmintele împodobite cu pene și lanțuri de aur. Italienii îl numesc „il pittore cavalieresco” (pictorul cavaler). În august 1622, vizitează pentru prima dată Veneția, urmează Torino, Mantua și apoi Milano. La începutul anului 1623 revine la Roma, trecând prin Bologna și Florența.
În perioada anilor 1618-1621 - în afara numeroaselor portrete - pictează și tablouri pe teme religioase sau mitologice, cum ar fi „Sfântul Ieronim” (1618), „Prinderea lui Iisus” (1620), „Samson și Dalila” (1620, temă asupra căreia va reveni în 1628), „Sylen beat” (1620).

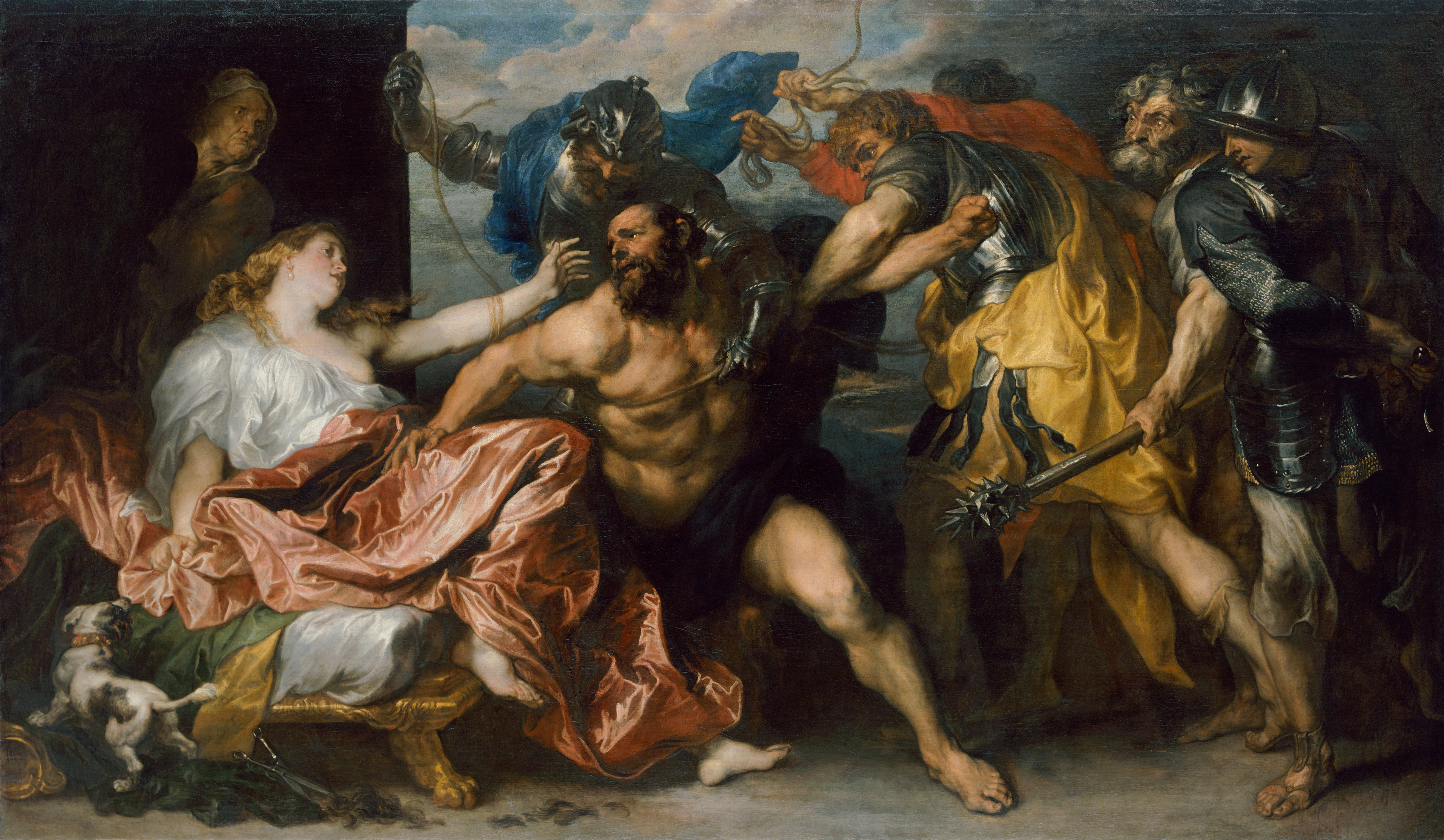
Antoon van Dyck „Samson și Dalila”, 1628

### Pictor al curții regale din Anglia
Timp de patru ani, între 1627 și 1631, rămâne în Antwerpen, unde realizează câteva picturi de altar, precum și portretele infantei Isabela a Spaniei și al Mariei de Medici.
În anul 1632, van Dyck se află pentru a doua oară la Londra, unde își pune talentul în slujba regelui Carol I Stuart, care îl va numi "„Prim-pictor în Serviciul Majestății Sale Regale"”, acordându-i o rentă anuală în valoare de 200 funzi. În total, artistul va executa unsprezece portrete regale. În tabloul (1635) plin de eleganță reprodus aici, Carol I este portretizat la marginea pădurii, într-o atitudine demnă, îmbrăcat în catifea și satin, cu o pălărie neagră mare. Van Dyck reduce ponderea culorii, pe pânza groasă, grunduită așterne un prim strat de bază, după care întinde două-trei straturi de culoare, folosind cel mai adesea ulei de in. Pentru a lega tonurile de albastru, folosește gălbenuș de ou amestecat cu lapis-lazuli, din azurit sau smalț. 

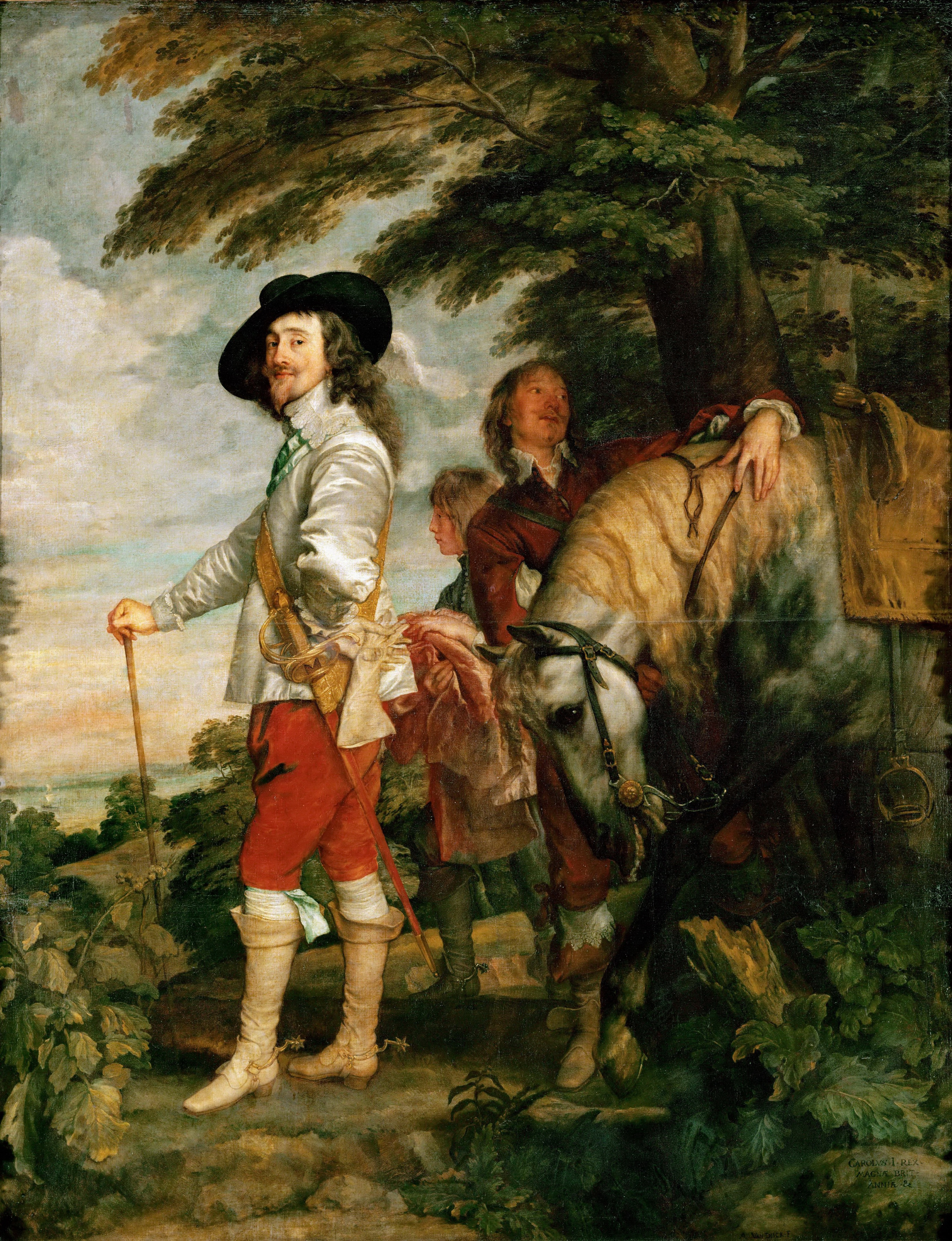
Antoon van Dyck Carol I Stuart la vânătoare, 1635

La curtea regală duce o viață pompoasă și libertină, trăiește în aceeași opulență ca și cea a clienților și protectorilor săi. În anul 1639 van Dyck se căsătorește cu Mary Ruthven, o doamnă din suita reginei Henrietta-Maria. După doi ani petrecuți la Antwerpen și Paris, pictorul se întoarce la Londra. În anul 1641 se îmbolnăvește grav. Pe 4 decembrie al acestui an, artistul își scrie testamentul și cinci zile mai târziu încetează din viață.
Spre sfârșitul vieții, van Dyck dorea să picteze și altceva în afară de portrete, considerate în această perioadă ca fiind un gen inferior al picturii și se orientează spre tematica istorică sau mitologică ("Venus în atelierul lui Vulcan", 1630-1632; "Amor și Psyche", 1638). Totuși, în istoria artei el figurează mai ales ca portretist. Nivelul înalt și caracterul inovator al pânzelor sale au consolidat timp de două secole genul cunoscut sub numele de "portret aristocratic".
Influența exercitată de van Dyck asupra picturii engleze a secolului al XVIII-lea va fi foarte mare, mai ales în cazul lui Josuah Reynolds și - mai ales - Thomas Gainsborough. Portretele pictate de Gainsborough - foarte rafinate și atente în redarea realității - vor face din el un pictor al elitei societății. În Franța, Maurice Quentin de La Tour și Jean-Honoré Fragonard aprofundează aspectul psihologic al portretului și îi impun o mai mare libertate. În Spania, Francisco de Goya va picta portrete care oglindesc adevărata natură umană care frapează prin forța lor chiar și după două secole.

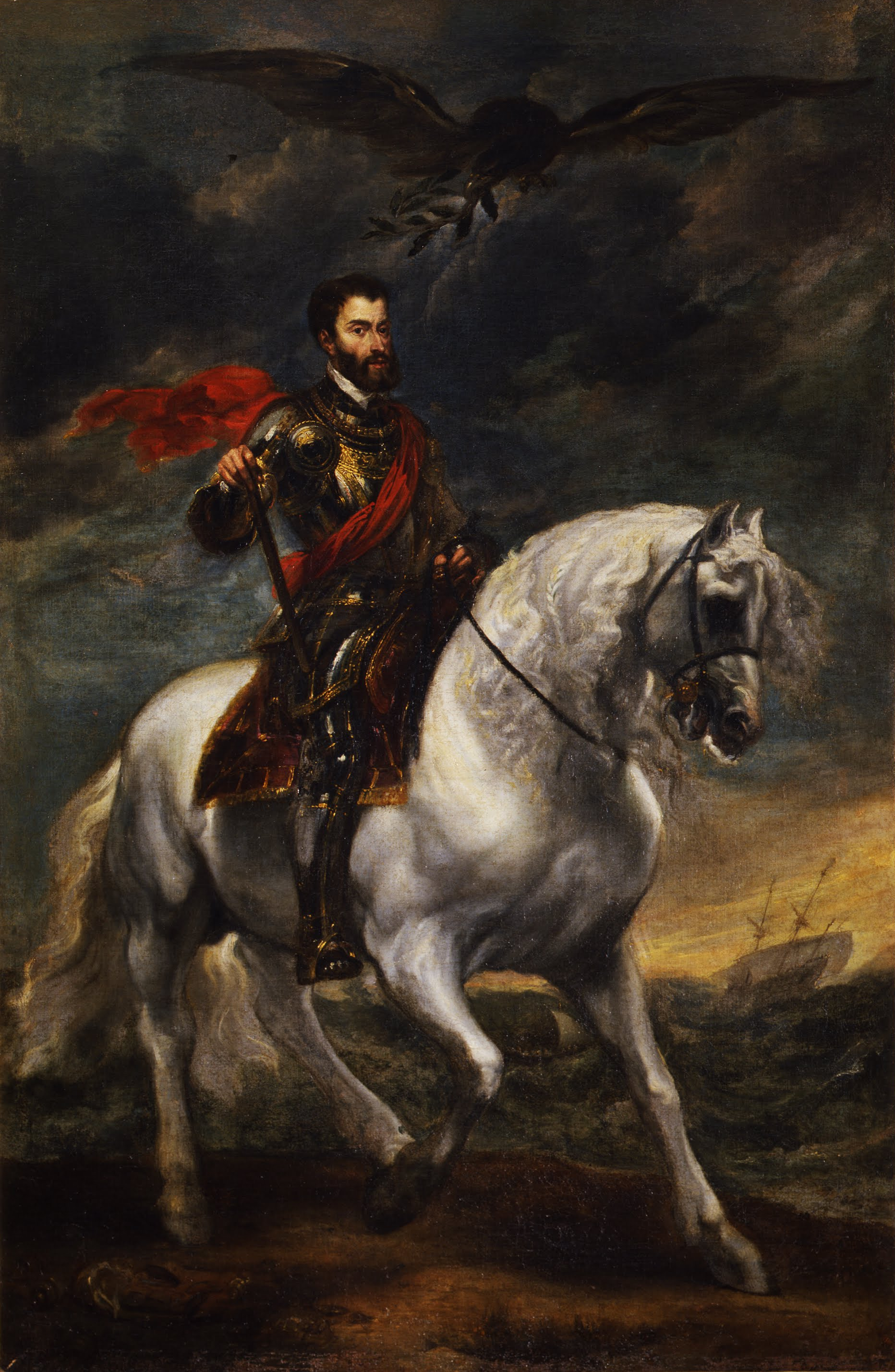
Portret ecvestru al lui Carol I Stuart, 1620
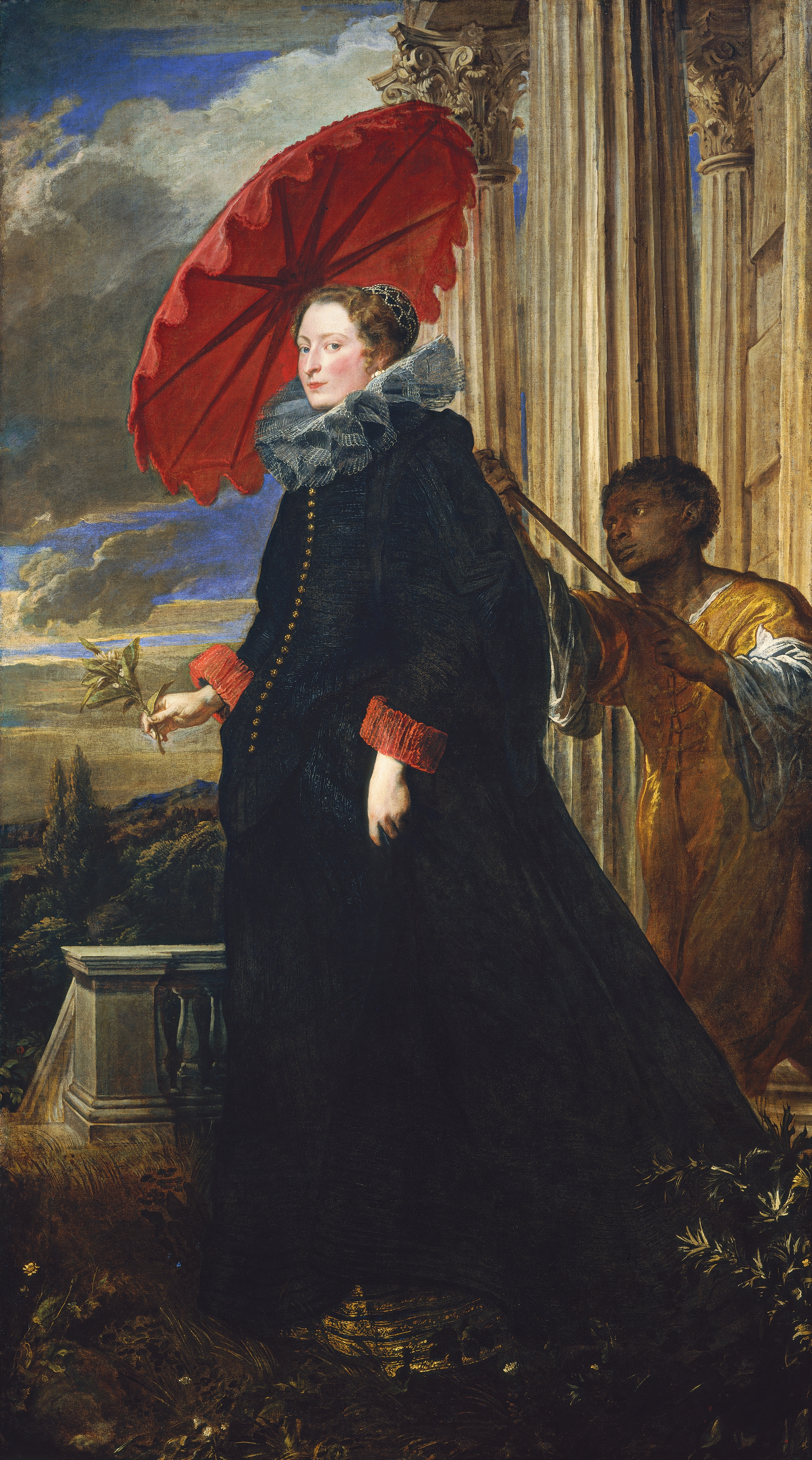
Portretul marchizei Elena Grimaldi, 1623
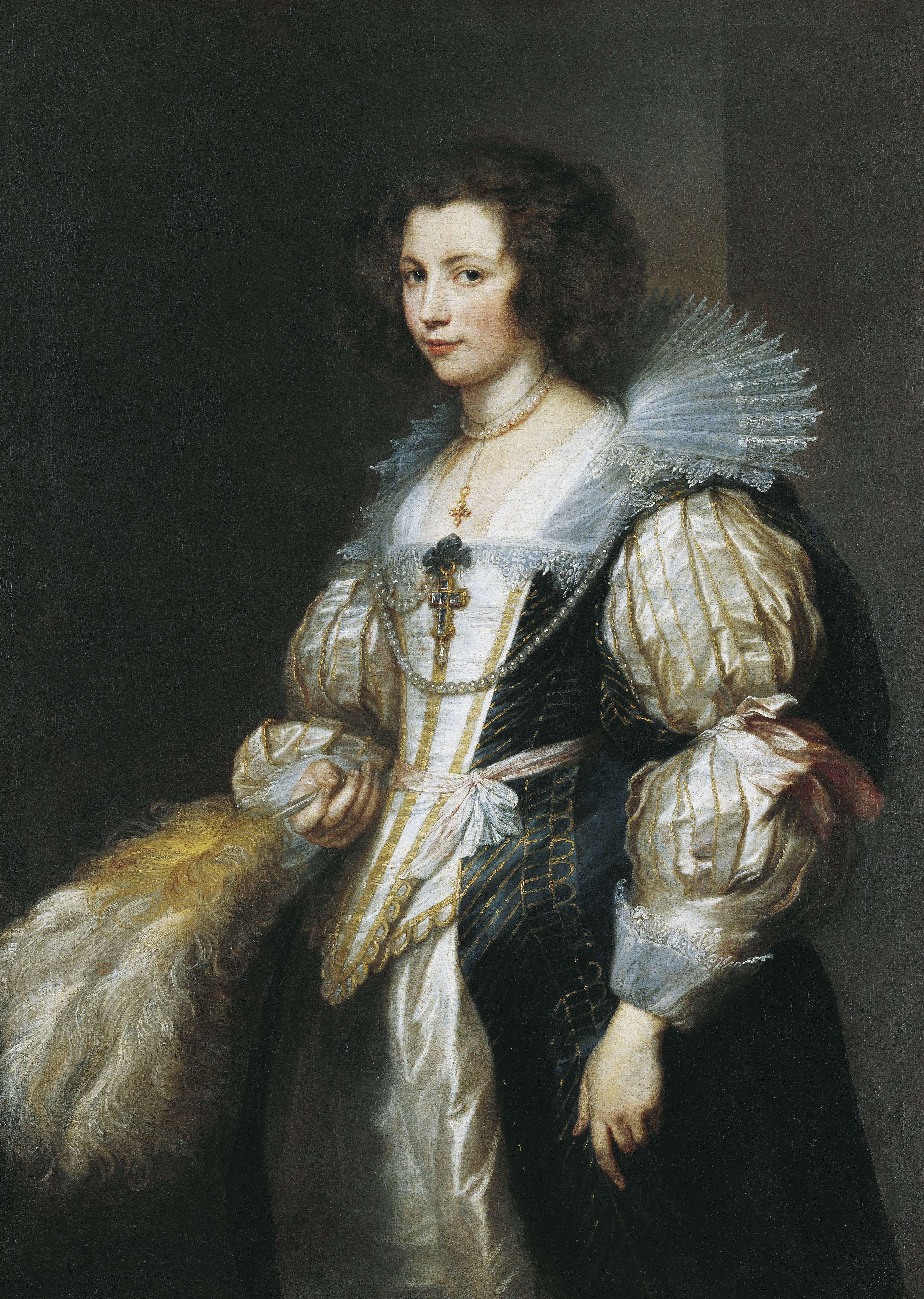
Portretul Mariei-Louise de Tassis, 1630
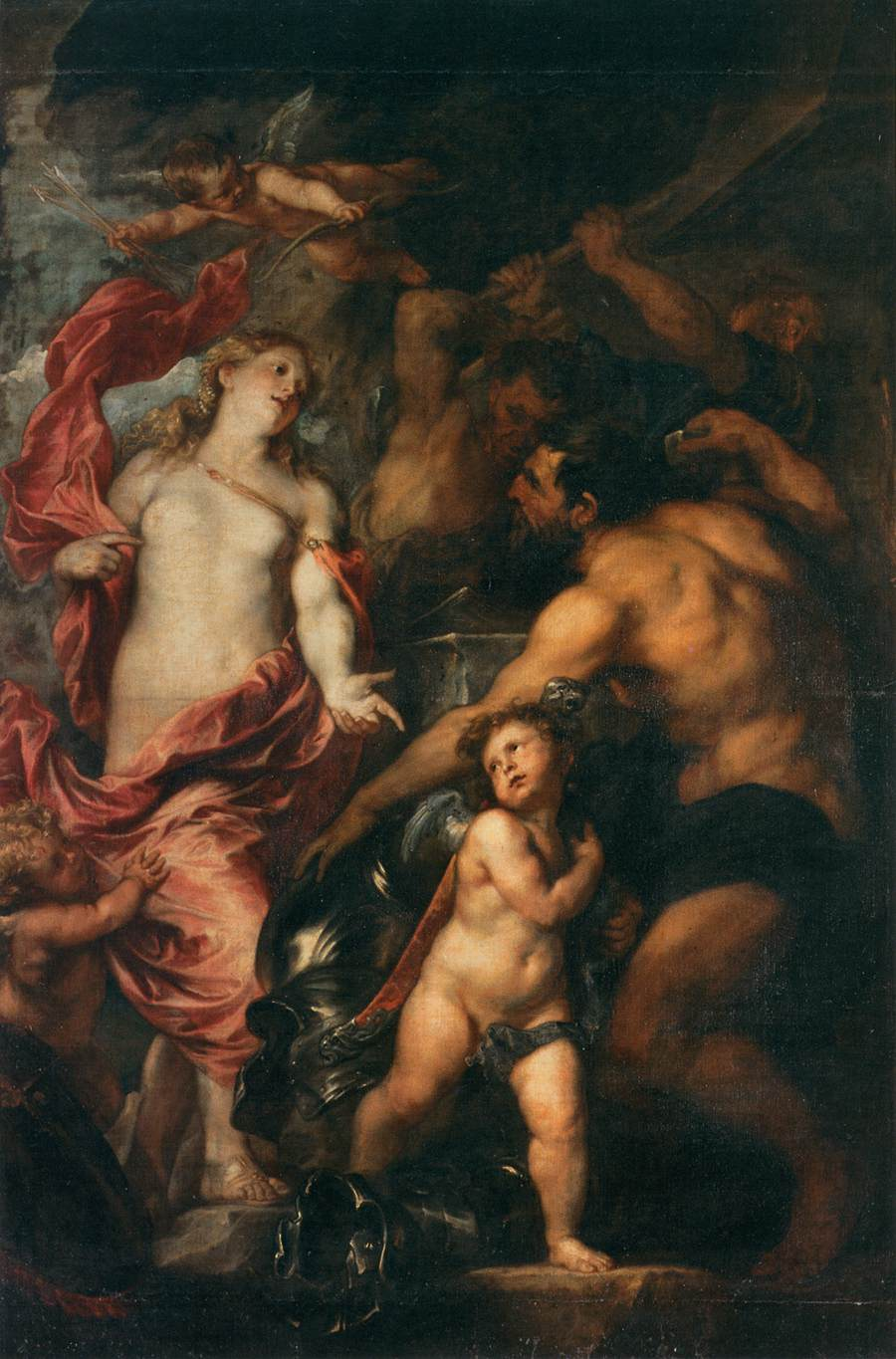
Venus în atelierul lui Vulcan, 1630-32
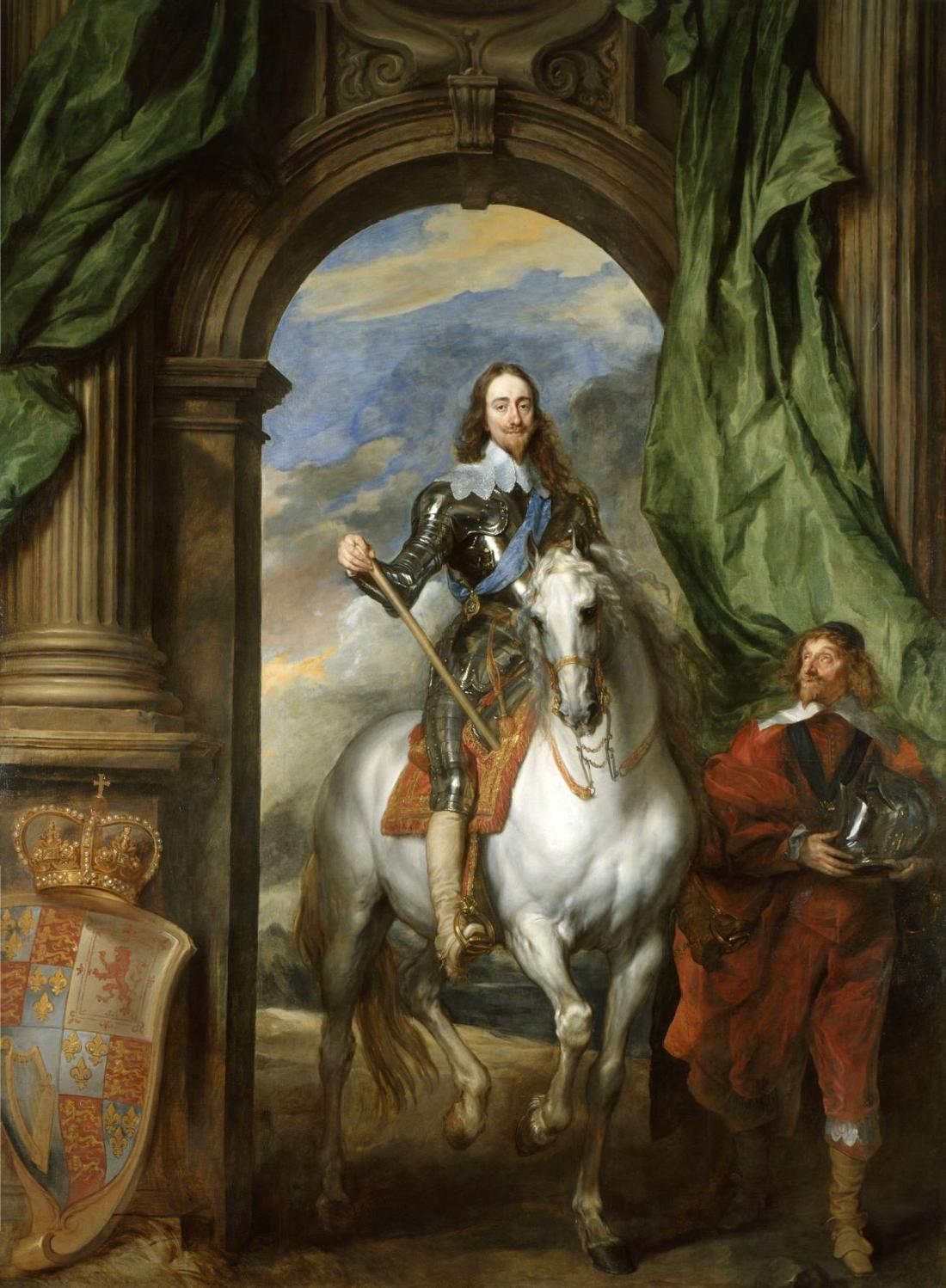
Carol I Stuart cu M. de St. Antoine, 1633
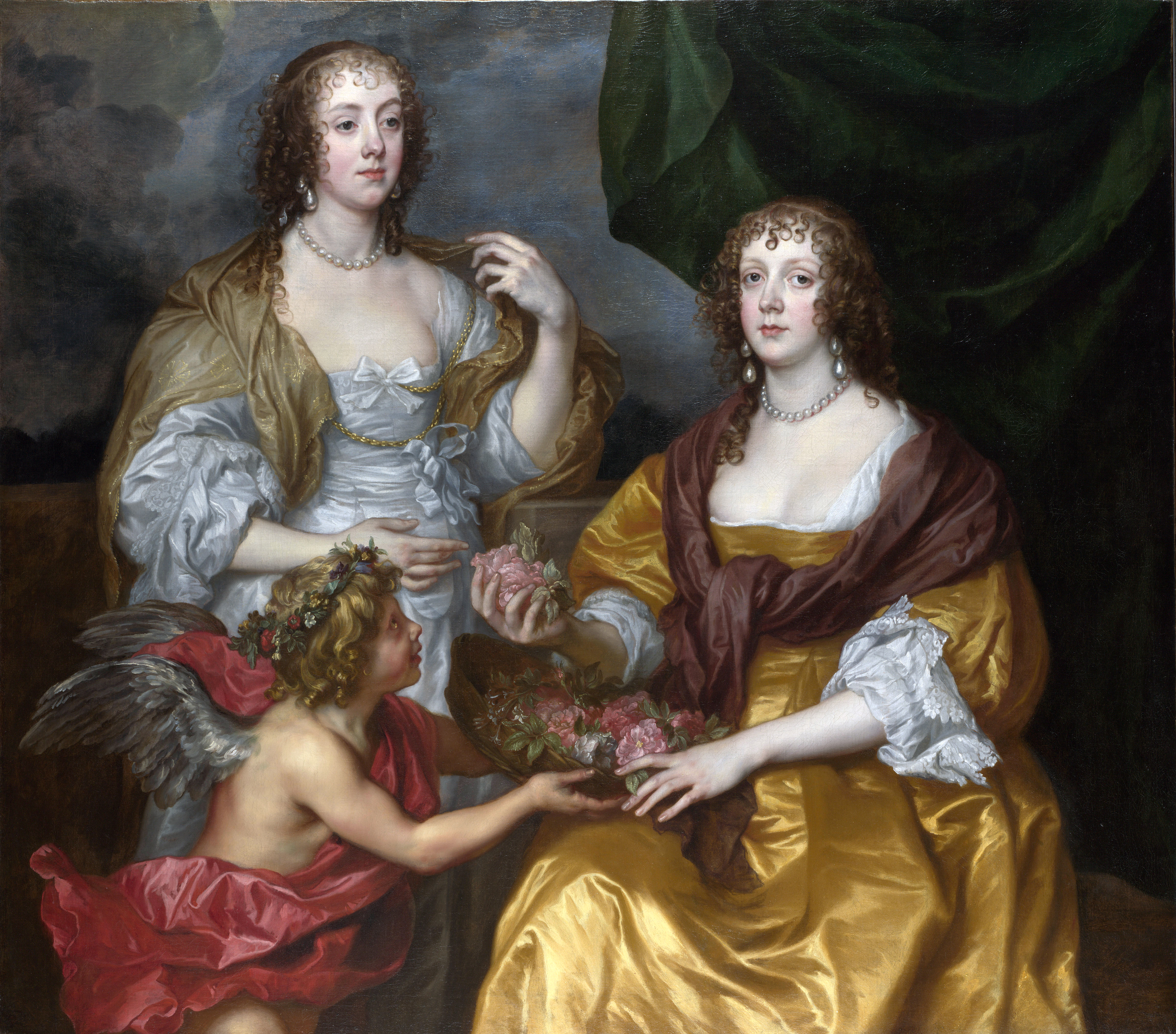
Ladies Elisabeth Thimbleby and Dorothy Vicountess Andover, 1637
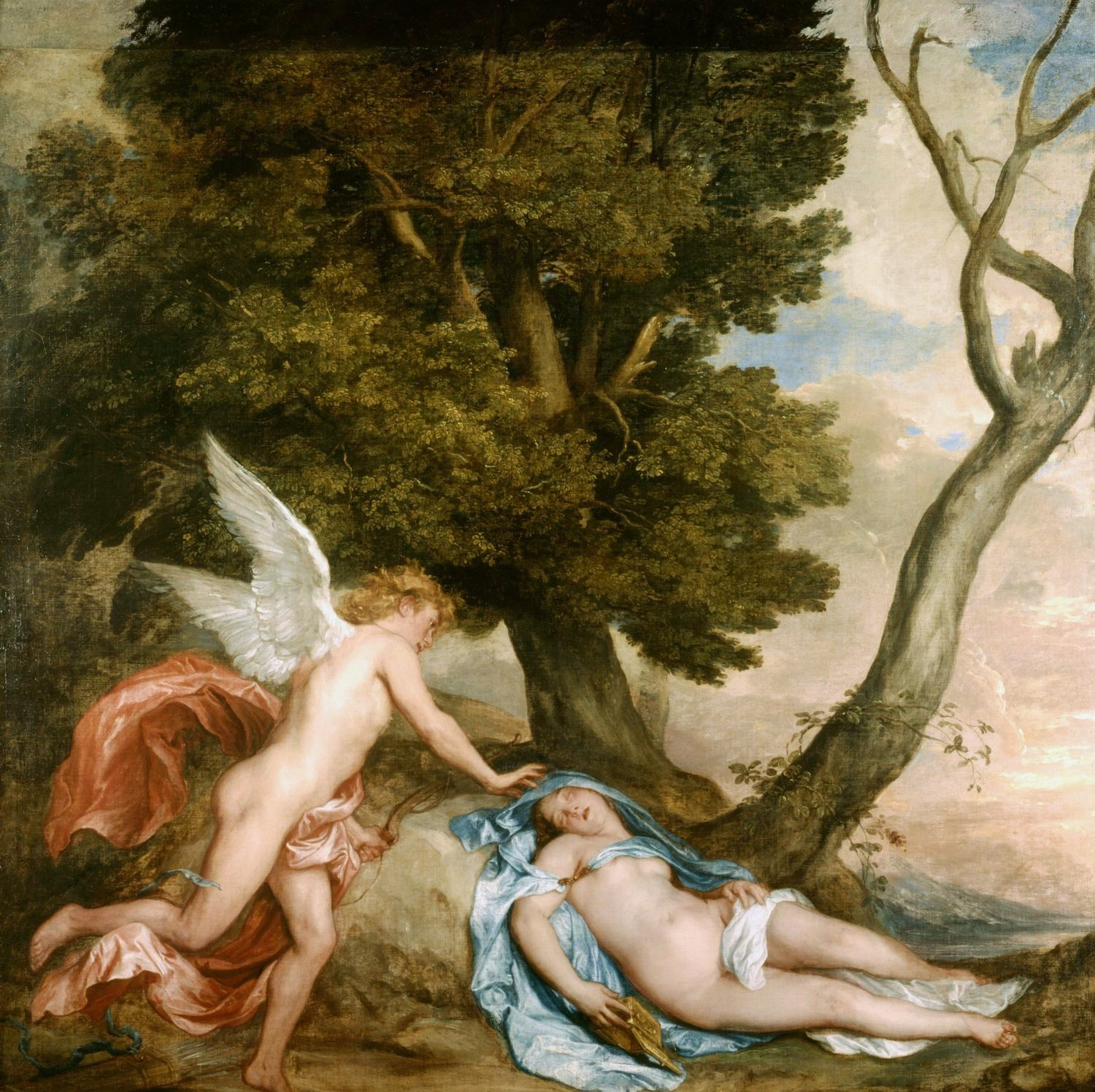
Amor şi Psyche, 1638